# Dirk van Liesvelt
Dirk of Diederik van Liesvelt, ook Liefveldius (Vilvoorde 1521 – Brussel 1601), ridder en heer van Hamme, Sint-Amands, Baasrode en Opdorp, was een staatsman en magistraat tijdens de Tachtigjarige Oorlog. Hij was de staatse kanselier van Brabant in concurrentie met de koningsgezinde kanselier Didier van t'Sestich.

## Leven
Hij deed rechtenstudies en werd in Brussel advocaat bij de Raad van Brabant. Na de dood van landvoogd Requesens uitte Liesvelt zich als een aanhanger van Willem van Oranje en een voorstander van godsdienstvrijheid. Hij regelde mee de intocht van de prins in 1577. De staatse landvoogd Matthias sloeg hem tot ridder en maakte hem lid van de Raad van State.
Op 16 oktober 1579 werd hij aangesteld tot kanselier van Brabant, met als koningsgezinde tegenhanger de in Leuven residerende Didier van t'Sestich. Pas na het overlijden van zijn voorganger Jan Scheyfve op 13 juni 1581 en het Plakkaat van Verlatinge de week daarop, ging hij het ambt uitoefenen. Dat deed hij met de rest van de Raad vanuit Antwerpen. Als commissaris vernieuwde hij er het stadsbestuur in 1579, 1581 en 1583. Op 21 april van dat laatste jaar sloot hij een akkoord om de Raad weer naar Brussel te brengen.
De dood van Oranje en van de hertog van Anjou in 1584 dwongen de opstand tot nieuwe keuzes. Het staatse initiatief om de kroon aan te bieden aan Hendrik III van Frankrijk kon niet op de steun van Liesvelt rekenen. Hij opteerde voor verzoening met Filips II van Spanje. Na de val van de Brusselse republiek in 1585 mocht hij op 9 augustus de eed afleggen als erelid in de Raad van Brabant onder de nieuwe kanselier Nicolaas Damant.
De oude magistraat genoot het gezag om nog een vredesmissie te volbrengen. In 1595 ging hij namens de zuidelijke adel in Middelburg onderhandelen met Maurits van Oranje, doch zonder resultaat. Hij overleed op hoge leeftijd en werd begraven in de Predikherenkerk van Brussel. Jan van der Noot en Maximiliaan de Vriendt maakten elk een lofdicht voor hem.

## Familie
Hij stamde uit een familie van Hollandse adel. Zijn ouders waren Jan van Liesvelt (1490-1558) en Isabella Le Roy. Hij trouwde drie keer: eerst op 8 augustus 1555 met Maria Herdinck, dan met Elisabeth Oliviers en vervolgens met Maria t'Shertogen († 1603). De dichter Theoderick van Liesvelt was een zoon uit zijn eerste huwelijk.